# Шестой километр
Шесто́й киломе́тр — посёлок в Всеволожском районе Ленинградской области России. Входит в состав Всеволожского городского поселения (МО «Город Всеволожск»), в рамках генерального планирования — внутригородская территория Всеволожска.

## Географическое положение
Находится в центральной части района на автодороге 41К-319 (Мельничный Ручей — Кирпичный Завод), близ пересечения автодороги 41К-081 (Всеволожск — Кирпичный Завод) и железнодорожной линии Мельничный Ручей — Невская Дубровка, Ириновского направления Октябрьской железной дороги, между платформой Щеглово и станцией Кирпичный Завод.
| Ближайшие микрорайоны   | Ближайшие микрорайоны                        | Ближайшие микрорайоны                                                        |
| ----------------------- | -------------------------------------------- | ---------------------------------------------------------------------------- |
| Северо-запад:           | Север:                                       | Северо-восток:                                                               |
| Запад: Мельничный Ручей |                                              | Восток: Производственная зона города Всеволожска, Щеглово (торфопредприятие) |
| Юго-запад: Берёзки      | Юг: Производственная зона города Всеволожска | Юго-восток: Производственная зона города Всеволожска                         |

## История
Возник как посёлок железнодорожных рабочих, до начала 1970-х годов в областных административных данных не значился.
По данным 1973 и 1990 годов посёлок Шестой Километр входил в состав Щегловского сельсовета.
В 1997 году в посёлке проживали 33 человека, в 2002 году — 55 человек (русские — 94 %), в 2007 году — 44.
До 2010 года был населённым пунктом Щегловского сельского поселения.
С 1998 года посёлок находится в черте города Всеволожска, а с 2010 года в его административном подчинении как внутригородская территория, но в связи с отсутствием закона об упразднении населённого пункта формально является таковым.

## Население
| 2010 | 2017 |
| ---- | ---- |
| 33   | ↘27  |

### Национальный состав
Согласно данным Всероссийской переписи населения 2021 года в посёлке проживали 54 человека, из них русские — 11 человек, остальные национальность не указали.